# Deutsch-tunesische Beziehungen
Die Beziehungen zwischen Deutschland und Tunesien werden seit den 1950er Jahren gepflegt. Sie waren vor dem arabischen Frühling durch eine lockere Kooperation geprägt. Es gab punktuelle Zusammenarbeit in den Bereichen Tourismus und Leichtindustrie. Für deutsche Unternehmen hatte Tunesien, das keine Rohstoffe besitzt und dessen Markt klein und Kaufkraft gering sind, keine große Bedeutung. Außerdem war es mit Frankreich verbündet, so dass die deutsch-tunesischen Beziehungen weder für Deutschland noch für Tunesien eine besondere Wichtigkeit gehabt hätten.
Die Ereignisse des arabischen Frühling zeigten der deutschen Regierung jedoch, dass Nordafrika für Deutschland eine hohe Bedeutung hat, nicht zuletzt aufgrund von Migration aus der Region nach Mitteleuropa, und dass die EU-Politik gegenüber den nordafrikanischen Staaten teilweise fehlerhaft war. Da Frankreich durch seine Unterstützung für Diktator Ben Ali in Tunesien Glaubwürdigkeit verloren hatte, bot Deutschland der tunesischen Regierung Hilfe bei der Bewältigung des Überganges an. Der deutsche Außenminister Westerwelle war einer der ersten westlichen Politiker, der nach dem arabischen Frühling Tunesien besuchte. Im Namen des auswärtigen Amtes bot er Tunesien eine Transformationspartnerschaft an. Die tunesische Regierung folgte der deutschen Empfehlung für einen integrativen Transformationsprozess unter Einbezug der Zivilgesellschaft.
In den ersten drei Jahren nach dem Umsturz betrug das Volumen der deutschen Hilfe für Tunesien etwa 250 Millionen Euro,  davon waren 60 Millionen Euro Umschuldung. Mehrere politische Stiftungen, der Deutsche Akademische Austauschdienst und das Goethe-Institut entwickelten eigene Programme für das Land. Deutschland bot der tunesischen Regierung auch Anerkennung und Legitimität auf der internationalen Bühne, besonders auch nach dem Wahlsieg der konservativ-religiösen Ennahda, der zum Beispiel von Frankreich mit Warnungen begleitet wurde.
Bei den Protesten im Jahre 2013 vermittelten Außenminister Westerwelle und Botschafter Jens Plötner vor Ort, mit dem Resultat, dass eine Expertenregierung eingesetzt wurde.
Deutschland unterhält eine Botschaft in Tunis. In Djerba ist ein Honorarkonsul aktiv.